# 圣巴多罗买大屠杀
圣巴多罗买大屠杀（法語：Massacre de la Saint-Barthélemy），又称圣巴多罗买之夜、聖巴托羅繆節大屠殺，指的是一場發生在法國中世紀的宗教屠殺，主要是法國境內的天主教基督徒針對新教基督徒，但也有主戰派的天主教徒攻擊主和派的天主教徒。
事件發生於1572年法国宗教战争期間，由宮廷內部針對新教胡格諾派領袖的刺殺行動引發，之後發生天主教徒針對胡格諾派新教徒的暴動。傳統上認為此事件是由查理九世的母后凯瑟琳·德·美第奇煽动（實際上為吉斯公爵亨利發起）。屠殺發生於國王的妹妹玛格丽特·德·瓦卢瓦與胡格諾派領袖亨利·德·波旁（未來的亨利四世）婚禮的五天之後。這場婚姻導致了絕大部分众多最有權勢、最富有的胡格諾派人物在以天主教徒為主的巴黎聚集，成為了天主教徒將其集體清洗的契機。
屠殺發生於1572年8月23日晚間（聖巴托羅繆紀念日8月24日前夜），胡格諾派軍事和政治領袖加斯帕尔·德·科利尼遭刺殺未遂後的第二天，法王查理被迫親自御詣下詔全數殺害新教胡格諾派領袖（包括其老師德·科利尼本人在內）。隨後，對於胡格諾派新教徒的屠殺更擴散至巴黎市郊及附近城鎮，持續數週之久。現代估計死亡數目的範圍十分宽闊，大約從一萬人至七萬人之間不等。
這場大屠殺也標誌著法国宗教战争的轉捩點。胡格諾派的政治勢力因為損失大量貴族領袖而踯躅不前，並且導致許多原先的新教溫和派因仇恨而漸趨激進化，從而引爆法國國內的第四次宗教戰爭。它是“數個世紀以來最可怕的宗教屠殺”。自此，整個歐洲的新教徒都或多或少得因此事件印下了對天主教的敵意。

## 背景
法國在1570年第三次法國宗教战争后曾一度出现过和平的曙光。天主教主戰鷹派代表吉斯家族在宫廷裡失宠，取而代之的是主張以和平談判的溫和派天主教徒。由于1570年8月签订的聖日耳曼和平敕令，胡格諾派新教勢力獲得了強大的軍事優勢。他们控制加固的城镇拉罗歇尔、拉夏里泰、科尼亚克和蒙托邦。凯瑟琳太后希望通过策略婚姻取得和平，曾提议其子、當選波兰国王及立陶宛大公的瓦盧瓦的亨利（即后来的法國国王亨利三世）與英格兰女王伊丽莎白一世聯姻。
但是和平的希望終於1571年被粉碎。鲁昂三月的一个星期天，在天主教徒游行期间，40个胡格諾派信徒因为拒绝向聖體下跪而被當成異端杀害。由此胡格諾派信徒和天主教徒的关系恶化。
吉斯派系被排斥出宫廷。而胡格諾派领袖科利尼提督在1571年9月被参议院重新接纳。除了因新舊教鬥爭外，吉斯家族對科利尼亦因家族血債私仇而恨之入骨—後者被认为有份參與於1563年对第二代吉斯公爵弗朗索瓦·德·洛林的暗杀。
天主教徒於哈布斯堡皇朝一代名将奥地利的唐胡安統領之下，于1571年勒班陀战役中全殲鄂圖曼帝国海軍，同時亦向基督教世界展示哈布斯堡皇帝腓力二世領導天主教崛起稱霸的實力和決心。然而，在低地戰線的八十年戰爭中，尼德蘭新教叛軍海上乞丐連連報捷，於1562年4月控制布里勒（靠近鹿特丹的小镇），进而趋向控制整個尼德兰。這亦在新舊教分裂的法國國內構成壓力，天主教勢力視尼德蘭為大逆不道的叛軍反賊，主張與默許甚至聯手西班牙剿滅新教叛軍；而新教勢力卻視尼德蘭為反抗哈布斯堡天主教霸權壓迫的友邦義士，主張法國增援尼德蘭義軍以對抗西班牙。身為虔誠新教徒的科利尼提督自然支持出兵支援尼德蘭，但這亦有可能令法國與西欧的傳統天主教友邦西班牙兵戎相見。
为减轻新教徒和天主教徒的敌意（其代表分别为波旁家族和吉斯家族），凯瑟琳太后安排波旁家族的继承人亨利·波旁（胡格諾派的领袖）與其幼女、法國國王查理九世之妹玛格丽特公主共偕連理。婚礼给予了将胡格諾派最重要的人聚集在一个地方的机会。
凱薩琳王太后作為出身天主教名門美第奇家族的虔誠教徒，眼見其子查理九世即將聽從科利尼提督諫言，出兵援助尼德蘭對抗天主教盟主西班牙，自然極力反對，加上其認為與西班牙等級的強權開戰會嚴重危害法國國家安全，最終被逼謀劃出手誅除科利尼和準備參戰的胡格諾新教徒。
凯瑟琳在執行屠殺前必须说服王兒查理九世，但這並非易事，因科利尼本人為查理的密友。查理九世在激烈而漫長的争论中曾一度激动到掌掴母后，但他最終还是决定默許母后执行屠杀，而且因憂慮日後受報復，而特別吩咐母后斩草除根以絕後患。

## 歷史
1572年，在亨利·波旁和玛格丽特·德·瓦卢瓦的婚礼后发生一系列有内在关联的事件。8月22日凯瑟琳·德·美第奇指使天主教徒夏尔·德·卢维耶刺杀巴黎胡格諾派的领袖，海军将军科利尼。但是仅仅使他受了伤。这次行动激怒了胡格諾派。在8月24日圣巴托罗缪日黎明前的几个小时，科利尼和其他的12个胡格諾派领袖在巴黎被暗杀，这一系列的暗杀只可能是由高层策划的，同时这也是普遍屠杀的信号。8月24日到9月17日，巴黎的暴徒看似自发的掀起了屠杀胡格諾派信徒的浪潮。
从8月到10月，屠杀胡格諾派信徒的行动扩散到其他的城镇。图卢兹、波尔多、里昂、布尔日、鲁昂、和奥尔良都被波及。在安茹，屠杀在蒙索罗男爵让·德·尚博四世的主持下展开，很快借索米尔扩散到整片区域。現在估計死傷者在五千人至三萬人之間。
教皇額我略十三世當選教皇的過程依賴西班牙相助，對此非常高興。教皇委託藝術家喬爾喬·瓦薩里在薩拉雷吉亞畫三幅壁畫，描繪了科利尼的死亡。大屠殺被解釋為神聖報復的行為；科利尼被認為是對基督教世界的威脅。隨著事件性質逐漸為人所知，教皇的疑慮也隨之增加。教皇譴責了這次屠殺行徑，並且拒絕接見兇手夏尔·德·卢维耶。
1997年8月23日，屠殺紀念日前夕，教宗若望保祿二世發表簡短的道歉啟示，承認“基督徒作的事，福音在審判”。

## 虚构作品
大仲马在1845年根据这段历史并结合了浪漫和冒险的元素写了《瑪歌王后》（法文：La Reine Margot）。1994年上映的同名电影取得商业上的成功。
好莱坞早期著名导演大衛·格里菲斯的史诗巨作《党同伐异》（1916年）也描述了这次屠杀。

## 擴展閱讀
- Thierry Wanegffelen, Catherine de Médicis. Le pouvoir au féminin, Payot, 2005.
- Butterfield, Herbert, Man on his Past, Cambridge University Press, 1955, Chapter VI, Lord Acton and the Massacre of St Bartholomew
- Denis Crouzet : Les Guerriers de Dieu. La violence au temps des troubles de religion vers 1525-vers 1610, Champvallon, 1990 (ISBN 2-87673-094-4), La Nuit de la Saint-Barthélemy. Un rêve perdu de la Renaissance, Fayard, coll. « Chroniques », 1994 (ISBN 2-213-59216-0) ;
- Garrisson, Janine, 1572 : la Saint-Barthélemy, Complexe, 2000 (ISBN 2-87027-721-0). (in French) Google books （页面存档备份，存于）
- Lincoln, Bruce, Discourse and the Construction of Society: Comparative Studies of Myth, Ritual, and Classification, Oxford University Press US, 1989, ISBN 0-19-507909-4, ISBN 978-0-19-507909-8 Google Books （页面存档备份，存于）

## 外部連結
- Massacres during the wars of religion: The Saint Bartholomew's Day Massacre, a foundational event (at Massacres.org) （页面存档备份，存于）
- 維基文獻中的聖巴托羅繆之夜 （页面存档备份，存于） 由Georges Goyau撰寫
- .  (第11版). London. 1911.